# Пристенський район
Пристенський район — адміністративно-територіальна одиниця і муніципальне утворення на півдні Курської області Росії.
Адміністративний центр — селище Пристень.

## Географія
Пристенский район в сучасних кордонах утворений в 1965 році, розташований у південній частині Курської області. Площа району становить 1,0 тис.кв.км. (3,3% території області).
Район межує із Обоянським, Медвенським, Солнцевським, Мантуровським районами Курської області й Білгородською областю.
Річки: Сейм, Плоска.

## Транспорт
По території району проходить Південно-Східна залізниця. У смт. Пристень розташований залізничний вузол — ст. Ржава. Автомобільні дороги зв'язують район з Курськом, Білгородом і іншими містами. Адміністративним центром району є селище Пристень. Відстань до Курська — 106 км. Селище Кіровське і всі центри сільських поселень з'єднані з райцентром дорогами із твердим покриттям. Більшість населених пунктів мають регулярне автобусне сполучення.
Основними складовими автодорожньої мережі є територіальні й внутрішньогосподарські дороги. Довжина їх становить понад 633 км, з них 285 км - із твердим покриттям.

## Демографія
У районі проживає за станом на 1.01.2010 року 17,9 тис. осіб (1,6% населення Курської області),у т.ч. міське населення - 7,7 тис.осіб, сільське - 10,2 тис. осіб. Середня щільність населення -18,3 осіб/кв.км. Населення працездатного віку становить 10 тис. осіб.

## Адміністративний поділ
До складу району входить 11 муніципальних утворень, у т.ч.  1 муніципальний район, 2 муніципальні утворення зі статусом міських і 8 зі статусом сільських поселень.

## Економіка
Основу економіки району становить сільське господарство, де виробляється (у всіх категоріях господарств, включаючи селянсько-фермерські й особисті підсобні господарства населення) понад 70% всієї валової продукції району.

## Освіта
Систему освіти району представляють: 2 дошкільні освітні установи, які відвідують 138 дітей; 24 загальноосвітніх шкіл із чисельністю обучающихся в них 1803 дитини; для додаткового утворення - Будинок дитячої творчості (середньорічна кількість дітей у кружках - 600 чоловік); Детско-юношеская спортивна школа ( середньорічна кількість дітей у кружках -350 чоловік).
У районі є філія Обоянського професійного ліцею, де можна одержати спеціальності бухгалтера, тракториста-машиніста сільськогосподарського виробництва, оператора електронно-обчислювальних машин, водія автомобіля.

## Культура і спорт
У мережу установ культури входять:27 бібліотек, 23 установи клубного типу, дитяча школа мистецтв, історико-меморіальний музей "Командний пункт Воронезького фронту", краєзнавчий музей, центр народної культури.  
У районі є 50 спортивних споруджень, у т.ч. стадіон у смт.Пристень, що вміщає 1500 глядачів.